# Egwin di Evesham
Egwin di Evesham, noto anche come Ecgwin, Ecgwine e Eegwine, (Worcester, ... – Abbazia di Evesham, 30 dicembre 717), è stato un monaco cristiano inglese dell'ordine dei benedettini, poi divenuto il terzo vescovo di Worcester.

## Biografia
Era già un monaco quando il re, il clero ed il popolo chiesero a gran voce che Egwin venisse fatto vescovo; ma la popolarità che lo portò all'episcopato si dissolse rapidamente a seguito del suo comportamento successivo non gradito dai suoi fedeli. Venne consacrato vescovo nel 693.
Egwin nacque a Worcester in una nobile famiglia, discendente dai Re di Mercia. Sembra sia stato nipote di Aethelred di Mercia. Lottò con la popolazione locale per far accettare la morale cristiana, soprattutto la visione cristiana del matrimonio e il celibato ecclesiastico.
La rigida disciplina di Egwin creò dei risentimenti ma, poiché il re Aethelred di Mercia era suo amico, alla fine si trovò la strada spianata verso i suoi superiori ecclesiastici. Intraprese così un pellegrinaggio a Roma per cercare una giustificazione, al suo comportamento, direttamente dallo stesso papa. Secondo una leggenda, si preparò per il suo viaggio mettendosi degli anelli di ferro alle caviglie e gettando poi la chiave nel fiume Avon. Mentre pregava davanti alla tomba degli Apostoli a Roma, uno dei suoi servi gli portò una chiave trovata nella bocca di un pesce che era stato appena catturato nel Tevere.  Egwin si liberò quindi dai ferri che si era autoimposti ed ottenne dal papa il riconoscimento delle sue idee.
Dopo il ritorno in Inghilterra, fondò l'abbazia di Evesham, che divenne una delle più importanti abbazie benedettine medievali d'Inghilterra. Venne dedicata alla Beata Vergine Maria, dopo che un suo porcaro di nome Eof gli disse di aver avuto una visione della Madonna che gli aveva detto dove costruire una chiesa in suo onore.
Uno degli ultimi atti importanti del suo episcopato fu la sua partecipazione al Concilio di Clovesho. Secondo lo storico benedettino, Jean Mabillon, morì il 30 dicembre 720, anche se la sua morte è generalmente accettata come avvenuta tre anni prima, il 30 dicembre 717.  Morì presso l'abbazia da lui fondata, ed i suoi resti vennero tumulati lì.
Egli venne considerato un santo dopo la sua morte. Una Vita Sancti Egwini venne scritta da Dominic di Evesham, un priore medievale dell'Abbazia di Evesham, intorno al 1130. La sua tomba andò distrutta, assieme alla chiesa, al tempo della dissoluzione dei monasteri nel 1540.